# UCI Nations' Cup U23
De UCI Nations' Cup U23 is een competitie van wielerwedstrijden voor landenteams voor renners onder de 23 jaar. De competitie wordt georganiseerd door de UCI en is de belangrijkste voor deze jonge wielrenners. Hun resultaten leveren punten op voor hun land die leiden tot een jaarlijkse landenrangschikking.

## Ontstaan
Deze competitie werd gelanceerd op 1 januari 2007 en ze werd ingebed in de UCI Continentale Circuits.

## Deelnemers
Deze competitie is voorbehouden voor wielrenners van 19 tot en met 22 jaar. Deze renners kunnen al dan niet aangesloten zijn bij een professionele ploeg. Een wedstrijd georganiseerd in het kader van deze Cup is toegankelijk voor landenploegen (één ploeg per land) plus de mogelijkheid voor een tweede nationaal team voor het organiserende land.

## Rangschikking
Op basis van de resultaten van de verschillende wedstrijden worden punten toegekend die getotaliseerd worden per land, niet per renner. Opmerkelijk hierbij is dat een land in een wedstrijd maar één keer punten kan verdienen. Enkel de hoogstgeplaatste per land neemt de punten voor zijn land mee.
|                  | 1e | 2e | 3e | 4e | 5e | 6e | 7e | 8e | 9e | 10e | 11e | 12e | 13e | 14e | 15e | 16e | 17e | 18e | 19e | 20e |
| ---------------- | -- | -- | -- | -- | -- | -- | -- | -- | -- | --- | --- | --- | --- | --- | --- | --- | --- | --- | --- | --- |
| Eendaagse koers  | 20 | 17 | 15 | 13 | 11 | 10 | 9  | 8  | 7  | 6   | 5   | 4   | 3   | 2   | 1   |     |     |     |     |     |
| Meerdaagse koers | 30 | 25 | 20 | 17 | 16 | 15 | 14 | 13 | 12 | 11  | 10  | 9   | 8   | 7   | 6   | 5   | 4   | 3   | 2   | 1   |
| Per etappe       | 3  | 2  | 1  |    |    |    |    |    |    |     |     |     |     |     |     |     |     |     |     |     |

## Eindklassement
| Seizoen | Winnaar    | Winnaar | Tweede              | Tweede | Derde      | Derde  |
| Seizoen | Land       | Punten  | Land                | Punten | Land       | Punten |
| ------- | ---------- | ------- | ------------------- | ------ | ---------- | ------ |
| 2007    | Slovenië   | 108     | Frankrijk           | 106    | Denemarken | 102    |
| 2008    | Portugal   | 145     | Italië              | 107    | Frankrijk  | 100    |
| 2009    | Frankrijk  | 108     | Duitsland           | 100    | Denemarken | 79     |
| 2010    | Slovenië   | 106     | Nederland           | 103    | Frankrijk  | 90     |
| 2011    | Frankrijk  | 116     | Italië              | 94     | Denemarken | 80     |
| 2012    | Frankrijk  | 113     | België              | 89     | Italië     | 80     |
| 2013    | Frankrijk  | 74      | Verenigd Koninkrijk | 64     | Nederland  | 59     |
| 2014    | België     | 60      | Frankrijk           | 58     | Rusland    | 47     |
| 2015    | Italië     | 103     | Noorwegen           | 81     | Denemarken | 79     |
| 2016    | Frankrijk  | 134     | Noorwegen           | 85     | Italië     | 85     |
| 2017    | Denemarken | 104     | België              | 96     | Frankrijk  | 81     |
| 2018    | Slovenië   | 105     | Frankrijk           | 84     | Italië     | 76     |
| 2019    | Noorwegen  | 90      | Italië              | 88     | België     | 88     |
| 2020    | Nederland  | 39      | Zwitserland         | 24     | Noorwegen  | 20     |
| 2021    | Italië     | 153     | Nederland           | 131    | Noorwegen  | 99     |

## Wedstrijden
De samenstelling van de competitie kan jaarlijks wijzigen. De volgende wedstrijden maken (of maakten) er deel van uit.
| Wedstrijd                                  | Jaren            |
| ------------------------------------------ | ---------------- |
| Ronde van de Toekomst                      | 2007-            |
| Ronde van Vlaanderen U23                   | 2008-            |
| Aziatisch kampioenschap voor beloften      | 2012-            |
| Europees kampioenschap voor beloften       | 2012-            |
| Grote Prijs Priessnitz spa                 | 2015-            |
| Gent-Wevelgem/Kattekoers-Ieper             | 2016-            |
| Oceanisch kampioenschap voor beloften      | 2018-            |
| Étoile d'or                                | 2019-            |
| Pan-Amerikaans kampioenschap voor beloften | 2012-2017, 2019- |
| Orlen Nations Grand Prix                   | 2019-            |
| GP van Portugal U23                        | 2007-2010        |
| La Côte Picarde                            | 2007-2015        |
| Giro delle Regioni                         | 2007-2008, 2010  |
| ZLM Tour                                   | 2008-2018        |
| Coupe des Nations Ville Saguenay           | 2008-2013        |
| Luik-Bastenaken-Luik U23                   | 2007             |
| Grand Prix Willem Tell                     | 2007             |
| Toscana-Terra di ciclismo                  | 2011-2012        |
| Afrikaans kampioenschap voor beloften      | 2012             |
| Trofeo Almar                               | 2015-2016        |
| Ronde van de Belofte                       | 2018-2019        |

De koersen in het geel maken geen deel meer uit van de UCI Nations' Cup U23.
2007 · 
2008 · 
2009 · 
2010 · 
2011 · 
2012 · 
2013 · 
2014 · 
2015 · 
2016 · 
2017 · 
2018 · 
2019 · 
2020